# Albertinevävare
Albertinevävare (Ploceus alienus) är en fågel i familjen vävare inom ordningen tättingar.

## Utbredning och systematik
Fågeln förekommer i bergsskogar i östra Kongo-Kinshasa, västra Uganda, Rwanda och Burundi. Den behandlas som monotypisk, det vill säga att den inte delas in i några underarter.

## Status och hot
Arten har ett stort utbredningsområde, men tros minska i antal, dock inte tillräckligt kraftigt för att den ska betraktas som hotad. Internationella naturvårdsunionen IUCN listar arten som livskraftig (LC).

## Namn
Fågelns svenska namn syftar på Albertineriften, den västra grenen av det östafrikanska gravsänkesystemet.